# Cartagena del Chairá
Cartagena del Chairá est une municipalité située dans le département de Caquetá, en Colombie.